# Freezepop Forever
Freez'epop Forever es el primer álbum musical de la banda estadounidense llamada Freezepop. Fue realizado en el año 2000 y lanzado bajo el sello The Archenemy Record Company ese mismo año en los Estados Unidos de América. En 2001, bajo el sello Elefant Records, sale a la venta en España.
La versión norteamericana incluye un video del tema musical Tenisu No Boifurendo. La versión española contiene un remix de Science Genius Girl por Decepticon y los videos de Freezepop Forever y Tender Lies.
La canción Tracey Gold es un tributo a la actriz estadounidense del mismo nombre. Una versión de Get Ready 2 Rokk fue incluida en la banda sonora del juego de video para PlayStation 2, Guitar Hero. Tenisu No Boifurendo (novio del tenis) está cantada íntegramente en japonés.

## Lista de canciones

### Versión estadounidense
1. «Harebrained Scheme» (3:52)
2. «Plastic Stars» (3:58)
3. «Science Genius Girl» (3:11)
4. «Get Ready 2 Rokk» (2:59)
5. «Tenisu No Boifurendo» (5:33)
6. «T Dj» (3:25)
7. «Tracey Gold» (4:05)
8. «Robotron 2000» (3:06)
9. «Vacation» (3:10)
10. «Tender Lies» (3:42)
11. «Summer Boy» (3:06)
12. «Freezepop Forever» (6:43)

### Versión española
1. «Harebrained Scheme» (3:53)
2. «Plastic Stars» (3:58)
3. «Science Genius Girl» (3:28)
4. «Get Ready 2 Rokk» (2:58)
5. «Tenisu No Boifurendo» (5:32)
6. «T DJ» (3:23)
7. «Tracey Gold» (4:05)
8. «Robotron 2000» (3:06)
9. «Vacation» (3:10)
10. «Tender Lies» (3:53)
11. «Summer Boy» (3:05)
12. «Freezepop Forever» (4:12)
13. «Science Genius Girl» (Decepticon Remix) (3:38)